# Abou Zyan Mohamed
Abou l'Abbas Ahmed est un sultan zianide dissident qui se proclame sultan à Alger en 1437. Il finit assassiné en 1438, et son fils El Mouttawakil lui succède.  